# 杨光跃
杨光跃（1958年6月—），纳西族，云南丽江人，中国人民武装警察部队中将。
曾任西藏某摩步团团长、西藏军区装备部部长、西藏军区副司令员等职，2011年任云南省军区副司令员兼参谋长，2015年1月任成都军区装备部副部长。2015年3月任四川省军区司令员，2015年7月任中共云南省委常委、云南省军区司令员。2017年1月至2021年6月任中国人民武装警察部队副司令员。
2011年7月，授中国人民解放军少将军衔。2017年1月，转为武警少将警衔。2018年7月，晋升武警中将警衔。